# Aphanolejeunea sicaefolia
Aphanolejeunea sicaefolia là một loài Rêu trong họ Lejeuneaceae. Loài này được A. Evans mô tả khoa học đầu tiên năm 1911.